# Spirit of Seventy Sex
Spirit of Seventy Sex és una pel·lícula pornogràfica de 1976 protagonitzada per Annette Haven i John C. Holmes. Coescrita, produïda i dirigida per Stu Segall, és una mirada irònica a les vides sexuals dels pares fundadors, inclòs George Washington (i la seva esposa Martha, que és interpretada per Haven), Benjamin Franklin i el [capità John Smith (Holmes). La pel·lícula es va estrenar l'any que els Estats Units van celebrar el seu Bicentenari.

## Repartiment
- Annette Haven - Martha Washington
- John C. Holmes - Capità John Smith
- Tyler Reynolds - George
- John Seeman - Ben
- Jeff Lyle - Paul
- Ebenezer Bartholomu - Ell mateix

## Recepció
Christos Mouroukis de Cinema Head Cheese va trobar la pel·lícula avorrida i sense res més a oferir que "escenes de sexe estàndard". "Aquest és un collage avorrit d'escenes de sexe estàndard protagonitzades per cares pornogràfiques conegudes [com Annette Haven] mentre es vesteixen amb vestits d'època i parlen de ximpleries històriques. Sens dubte no és el tipus d'informació que un voldria rebre del seu porno."